# 新彼得里夫卡 (瓦西里夫卡區)
47°17′24″N 34°32′25″E / 47.29000°N 34.54028°E
新彼得里夫卡（烏克蘭語：Новопетрівка）是位於烏克蘭東南部的村莊，由扎波羅熱州瓦西里夫卡區的大比洛澤爾卡市鎮負責管轄。該村面積0.15平方公里，海拔高度30米，2001年人口265，人口密度每平方公里1766.7人。